# Baie de Kangerluarsunnguaq
La baie de Kangerluarsunnguaq est une baie située au Groenland, sur la côte est du détroit de Davis. La baie est située au nord de la ville de Sisimiut.
La baie est navigable dans son intégralité. À l'époque de la colonisation par le peuple de la culture Saqqaq, la baie s'étendait l'intérieur des terres. Le littoral s'est ensuite élevé de plusieurs dizaines de mètres, en raison du rebond post-glaciaire.
Au nord, la baie est délimitée par la chaîne de Palasip Qaqqaa. L'aéroport de Sisimiut est situé à l'extrémité ouest de la côte nord, derrière les récifs et les petites îles des Qeqertarmiut.